# Melancholia
Melancholia je dánské psychologické drama s prvky sci-fi od Larse von Triera z roku 2011. Apokalyptický film se odehrává v době, kdy se čerstvě objevila smrtící hrozba srážky planety Země s planetou Melancholia. Snímek ukazuje chování jednotlivých postav ve vypjaté, potenciálně smrtonosné atmosféře. Kromě Dánska se na filmu koprodukčně podílelo Švédsko, Itálie, Francie a Německo. Natáčel se na hradě Tjolöholm ve Švédsku. Výrazným prvkem zvukové stopy je hudba z opery Tristan a Isolda od Richarda Wagnera.

## Děj
Film začíná efektním sestřihem umělecky laděných, zpomalených záběrů za zvuku Wagnerovy hudby. Záběry předjímají pozdější události v ději. Příběh je vyprávěn ve dvou částech.

### 1. část: „Justine“
Ústředními postavami jsou dvě sestry, mladší Justine se zrovna vdává. V průběhu svatby se začne chovat apaticky a depresivně, svatbu takřka začne bojkotovat a začne ji nudit a deprimovat. Druhá sestra, starostlivá Claire, která svatbu s manželem Johnem hostí a organizuje, se naproti tomu snaží o co nejplynulejší průběh. Oba manželé se snaží Justine domluvit, ale ta se např. zavře do pokoje, kde se v poklidu koupe, nebo se později navzdory probíhající svatbě vyspí bez emocí s mladíkem Timem, kterého vůbec nezná. Ač velmi úspěšná ve své firmě, svého šéfa urazí takovým způsobem, že o práci přichází a šéf velmi iritován odjíždí. Nakonec se hroutí i celá svatba, když Justine svému zmatenému ženichovi oznámí, že je konec.

### 2. část: „Claire“
Justine je psychicky značně nedobře, nekomunikuje, nejí, nechodí ven. Stará se o ní její sestra a s optimismem se ji snaží potěšit a zlepšit její stav. John stále přesvědčuje vystrašenou Claire, že je blížící se planeta mine a že se není čeho bát. Dodává jí optimismu. Planeta Zemi mine v těsné blízkosti a z Johna spadá všechen stres. Začíná bujaře s rodinou oslavovat. Když po určité době zjistí, že se planeta gravitační silou začíná k zemi vracet a konec je tak nevyhnutelný, spáchá sebevraždu léky, které si za tímto účelem koupila vyděšená Claire. Když se blíží nezadržitelný konec, Claire si spolu s Justine a se svým synem Leem společně sednou na trávě a dělají Leovi pomyslnou jeskyni, aby se nebál. V tom přichází náraz, o kterém Justine od začátku svatby patrně věděla.

## Obsazení
- Kirsten Dunstová – Justine, nevěsta
- Charlotte Gainsbourgová – Claire, sestra Justine
- Kiefer Sutherland – John, manžel Claire
- Cameron Spurr – Leo, syn Claire a Johna
- Alexander Skarsgård – Michael, ženich

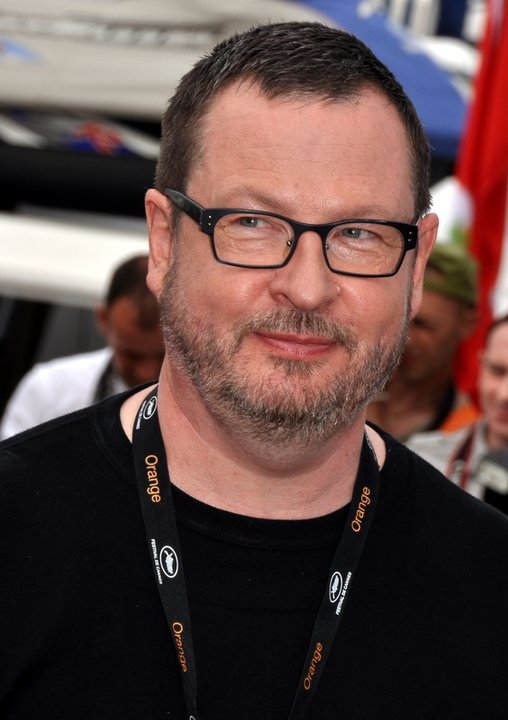
Lars von Trier na premiéře filmu v Cannes v roce 2011

- Lars von Trier na premiéře filmu v Cannes v roce 2011Charlotte Ramplingová – Gaby, matka Justine a Claire
- John Hurt – Dexter, otec Justine a Claire, exmanžel Gaby
- Jesper Christensen – Malý Táta, majordomus
- Stellan Skarsgård – Jack, sebestředný manipulativní šéf Justine
- Brady Corbet – Tim, nováček v Jackově firmě
- Udo Kier – svatební plánovač

## Ocenění
- 64. Mezinárodní filmový festival v Cannes
  - cena: nejlepší herečka – Kirsten Dunstová
  - nominace: Zlatá palma – Lars von Trier